# Dinar

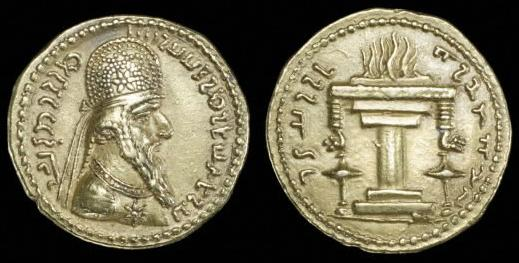
Dinar des Sassaniden Ardaschir I. (224 bis 240) mit Feueraltar

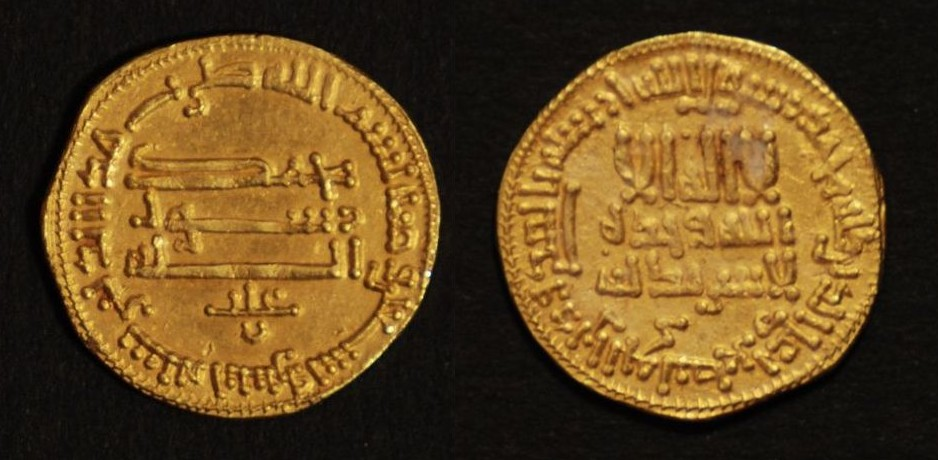
Dinar des Aghlabiden-Emirs Ibrahim I. (808)

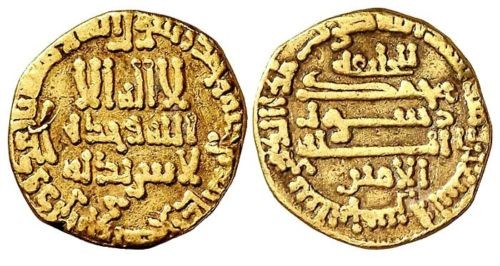
Dinar des Abbasiden-Kalifen al-Amin (811)

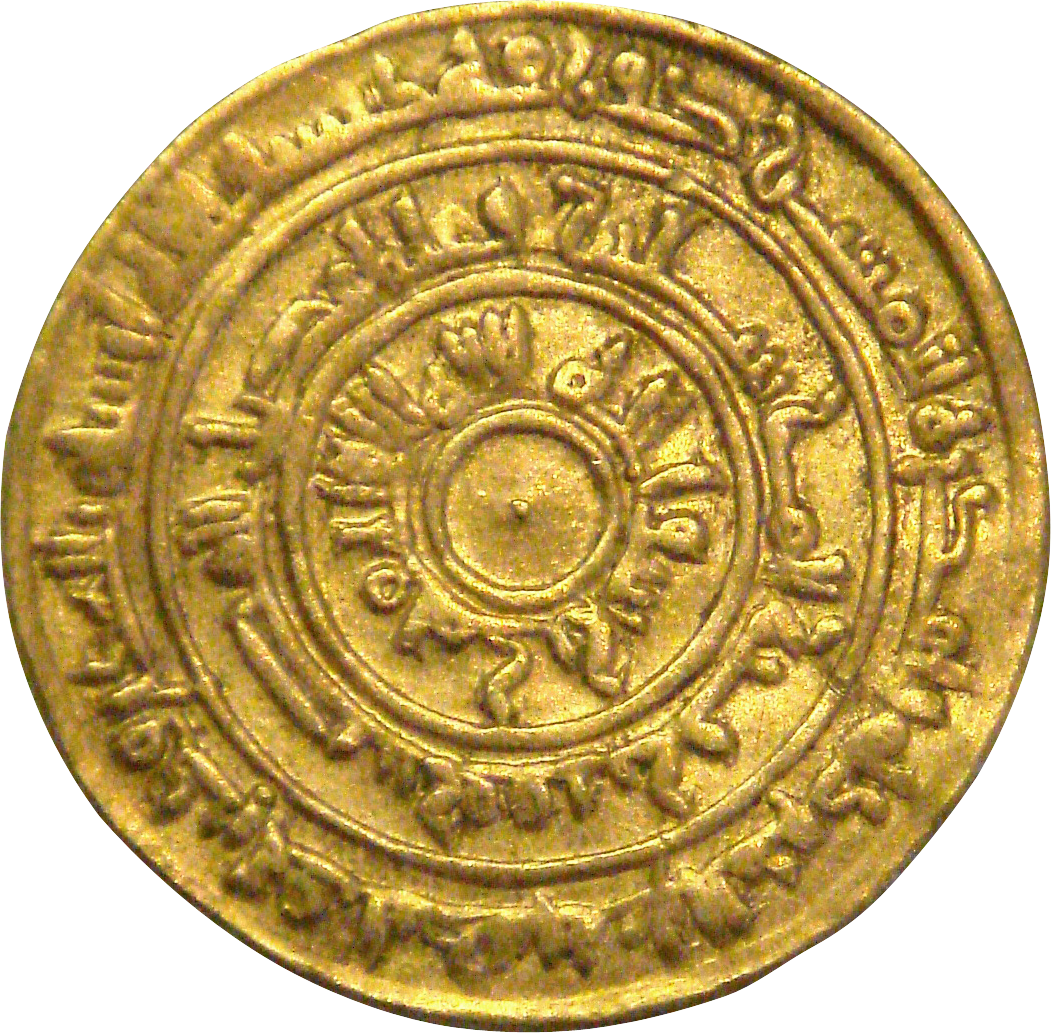
Dinar des Fatimiden-Kalifen al-Muʿizz (969)

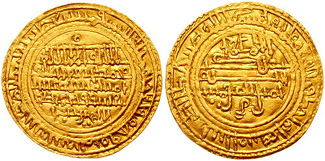
Dinar des Almoraviden-Emirs Ali ibn Yusuf ibn Taschfin (1138/9)

Heutiges Verbreitungsgebiet des Dinars:
gegenwärtige Währung
frühere Währung.

Dinar ist das historische Goldnominal in Südosteuropa und im islamischen Kulturraum. Die Bezeichnung lässt sich sprachlich vom römischen Denar herleiten. Geprägt wurde der arabische Dinar (arabisch دينار, DMG Dīnār), der sassanidische Vorbilder aufgriff, erstmals im Zuge der Münzreform des Umayyaden Abd al-Malik im Jahre 696. Auch heute noch ist Dinar die Bezeichnung verschiedener Landeswährungen zumeist arabischsprachiger Länder.

## Die Anfänge des Dinar durch die Münzreform des Abd al-Malik
In den ersten fünfzig Jahren der Islamischen Expansion hatten die erobernden Araber in den eroberten Gebieten zunächst die Münzen, die dort im Umlauf waren, nachgeahmt. Im spätantiken iranischen Sassanidenreich war dabei eine weitgehend monometallische Silberwährung verwendet worden, die Oströmer hingegen prägten vornehmlich Gold-, Bronze- und Kupfermünzen. Aber auch die Sassaniden hatten in geringem Umfang Goldmünzen schlagen lassen, die man in Anlehnung an den römischen Begriff dinar nannte. Der Dinar kommt auch im Koran vor, nämlich in Sure 3:75: „Und unter den Leuten der Schrift gibt es welche, die, wenn du ihnen einen Qintār anvertraust, ihn dir (anstandslos wieder) aushändigen. Es gibt unter ihnen aber auch welche, die, wenn du ihnen einen (bloßen) Dinar anvertraust, ihn dir nur (wieder) aushändigen, sofern du ihnen hart zusetzt.“
In den früheren sassanidischen Provinzen wurden nach der arabischen Eroberung weiterhin silberne Drachmen und goldene Dinare mit der Abbildung der Köpfe von Chosrau II. oder Yazdegerd III. auf dem Avers und einem Feuertempel auf dem Revers geprägt. Geändert wurde nur das Datum sowie wurde eine kurze fromme Legende in Kufi und der Name des jeweiligen arabischen Herrscher hinzugesetzt. Vereinzelt gab es auch experimentelle Versuche, islamische Symbole oder Porträts muslimischer Herrscher abzubilden.
Erst ab 696, dem Jahr der Münzreform des Umayyaden Abd al-Malik, wurde in seinem Herrschaftsbereich ein bimetallisches Währungssystem, bestehend aus Goldmünze und Silbermünze, verwendet. Bei dem 696 eingeführten Dinar handelt es sich um die Goldmünze in diesem System: Hierfür wurde der byzantinische Solidus als Vorbild genommen und das Porträt des Kaisers Herakleios durch das Bildnis des Kalifen ersetzt. Im Anschluss wurden die bebilderten Münzen vollkommen durch anikonische, rein epigraphische Stücke ersetzt und somit das islamische Bilderverbot auch für Münzen durchgesetzt. Der klassische Golddinar hatte ein Gewicht von 4,233 Gramm.
Die islamische Expansion brachte es mit sich, dass der Dinar im frühen und hohen Mittelalter neben dem Solidus zur bedeutendsten Goldwährung der Welt wurde. Der Golddinar der Ayyubiden, Almoraviden und Almohaden wich von dem Standardgewicht ab und wog 4,722 Gramm.
Über einen Zeitraum von 750 Jahren bewies der Dinar hohe Stabilität. Im arabisch-islamischen Mittelalter erhielt man im 10. Jahrhundert für einen Dinar etwa zwei Kilogramm Brot, ein Arbeiter verdiente pro Tag etwa 1,5 Dinar. Mit Beginn der Renaissance schwand jedoch seine Bedeutung – außer in Nordafrika – durch die Verbreitung von Münztypen aus dem christlichen Kulturraum. Wie früher die Kelten die griechischen und römischen Währungen imitierten, so ahmten auch die christliche Herrscher in Spanien, Sizilien und Jerusalem die arabischen Münzen nach. Als Beispiel wäre hier insbesondere der Tari, welcher in Sizilien, Malta und Süditalien verwendet wurde und stark vom arabischen Vierteldinar beeinflusst ist, zu nennen.

## Moderne Währungen dieses Namens
| - Algerischer Dinar - Bahrain-Dinar - Irakischer Dinar | - Jordanischer Dinar - Kuwait-Dinar - Libyscher Dinar | - Mazedonischer Denar - Serbischer Dinar - Tunesischer Dinar - Islamischer Dinar (inoffiziell) |

## Nicht mehr gebräuchliche Dinare
| - Schweizer Dinar (Autonome Kurdische Gebiete Nordirak) - Jugoslawischer Dinar - Kroatischer Dinar - Bosnischer Dinar - Kraijina-Dinar (Republik Serbische Krajina) | - Republika-Srpska-Dinar (Republika Srpska) - Sudanesischer Dinar - Südjemenitischer Dinar (Südjemen) - Südarabischer Dinar (Südarabische Föderation) |

Auch die Hundertstel-Unterteilung des iranischen Rial heißt Dinar (1 iranischer Dinar entsprach 1/5 Schāhi oder 1/20 Abbāsi), sie ist jedoch durch Inflation bedeutungslos geworden.